# 诚静怡
诚静怡（1881年—1939年11月15日），字敬一，满族，清末民国时期牧师，中国基督教领袖。
1881年，诚静怡出生於北京的八旗家庭，父亲是伦敦会牧师。诚静怡就读于伦敦会在北京开办的英華書院，1896年又进入伦敦会在天津设立的养正书院讀神學，1900年毕业。两周后義和團事变爆发，誠靜怡全家進入東交民巷使館區避難。他冒着生命危险担任抬担架和翻译工作。
1903至1906年，诚静怡赴伦敦协助文書田(George Owen)牧師从事和合本圣经的翻译工作，到1906年完成新約譯本。随后他进入格拉斯哥的聖經訓練學院攻讀神學，1908年毕业后回到北京，担任东城米市胡同教堂牧师。
1910年，诚静怡作为中國教會的代表，出席爱丁堡第一届世界宣教大会，作了7分钟的發言，表示希望“不久的將來，在中國能看見一個合一的基督教會出現，沒有任何宗派及教派的氣質。”，一舉成名。此后，他致力于推动中國教會的自立與合一。1913年，世界基督教學生運動主席穆德 (Dr. John R. Mott) 來華，推動成立了中华续行委办会，誠靜怡任干事。他主持編輯出版《中華基督教會年鑑》 (1914－1936) 以及中華歸主雜誌 (China Ocupation) 。
1916年袁世凯拟尊孔教为国教，诚静怡力加反对，发起信教自由运动。1922年去纽约协和神学院进修。1924年任中华全国基督教协进会会长，在任期内推行“中华归主”等运动。1927年，中华基督教会全国总会成立，誠氏被選為總幹事。他又推动一项推動全國佈道事工的“五年運動”，拟定口号为“主啊！奮興你教會，先奮興我！”。
誠氏1928和1938年曾先后出席在耶路撒冷和印度马德拉斯召开的第二届和第三届国际宣教大会，他在大會中被選為副主席。他共獲得3個榮譽博士學位（加拿大多伦多Knox学院、美国俄亥俄州Wooster学院和上海圣约翰大学）。1939年，他在访问云贵两省后，病逝於上海仁濟醫院，年58歲。